# Quarterback sack

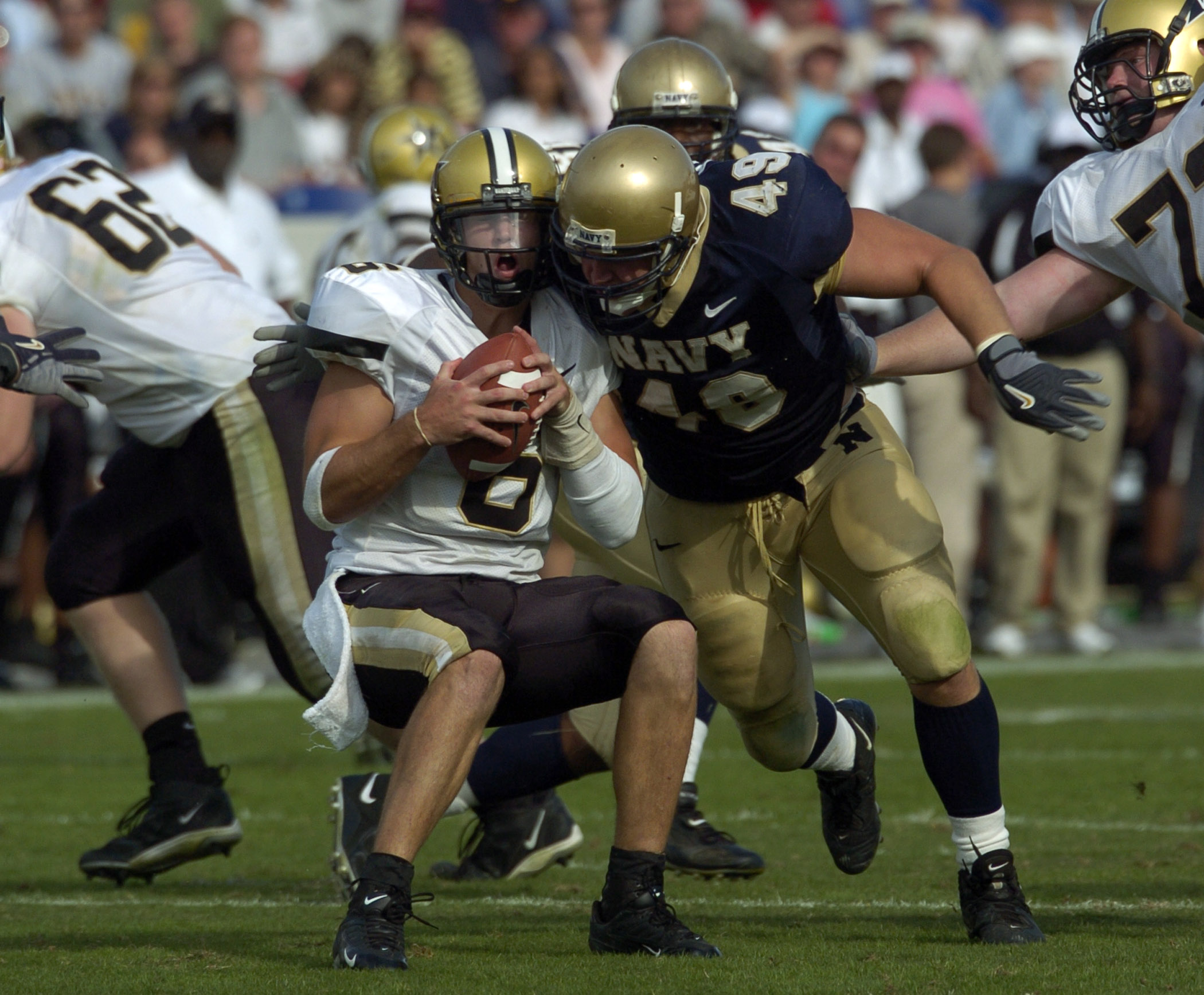
O quarterback Jay Cutler é sackado por um defensor

No futebol americano dos Estados Unidos e do Canadá, um sack acontece quando um quarterback é tackleado ou quando ele corre para fora dos limites do campo atrás da linha de scrimmage antes que ele possa efetuar um passe para frente, ou quando um quarterback sofre um tackle atrás da linha de scrimmage dentro do "pocket" e as intenções do que ele pretende fazer não estão claras. O sack acontece quando um jogador de linha defensiva, ou um linebacker ou um defensive back é capaz de passar pelo boqueio da linha ofensiva, cortando a proteção do quarterback e então o derruba; ou quando um quarterback não consegue encontrar um recebedor disponível, que pode ser um wide receiver, ou um running back ou um tight end, dando tempo suficiente para que os jogadores de defesa derrubem o quarterback.
Na NFL, é possivel contabilizar um sack de zero jardas. O QB precisa estar a frente da linha de scrimmage para quando ele for derrubado não seja computado um sack contra ele. Um sack também é creditado quando o defensor força um fumble ao quarterback atrás ou em cima da linha de scrimmage. Quando dois defensores derrubam o QB adversário ao mesmo tempo, cada um deles receberá 0,5 (meio sack) para suas estatísticas.